# Menesida rufula
Menesida rufula là một loài bọ cánh cứng trong họ Cerambycidae.